# Yusuf Garaad Omar

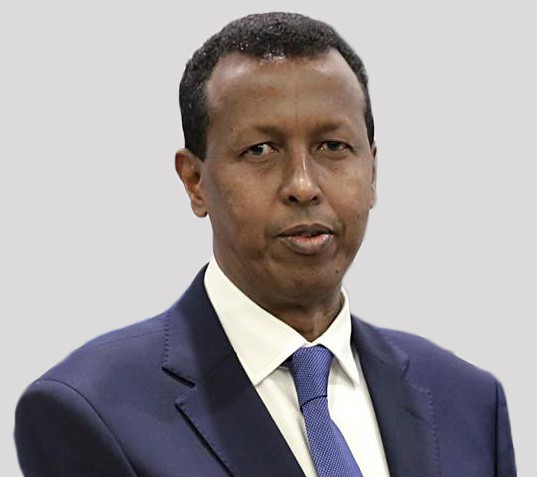
Yusuf Garaad Omar, 2014

Yusuf Garaad Omar (Somali: Yuusuf Garaad Cumar, arabisch يوسف جراد عمر; * 26. Juni 1960 in Hamar Jajab, Banaadir, Somalia) ist ein somalischer Journalist, Diplomat und Politiker, der zwischen 2016 und 2017 Ständiger Vertreter und Botschafter bei den Vereinten Nationen in New York City war und seit dem 21. März 2017 Außenminister ist.

## Leben
Omar begann nach dem Schulbesuch ein Studium der Französischen Sprache an der Nationalen Universität Somalias in Mogadischu, das er mit einem Bachelor of Arts (B.A. French) abschloss. Im Anschluss war er von 1983 bis 1990 Radiomoderator und Nachrichtenredakteur bei dem zur Staatlichen Rundfunkgesellschaft gehörenden Radiosender Radio Mogadishu. Er engagierte sich zugleich zwischen 1987 und 1990 als Mitarbeiter für das Internationale Rote Kreuz und war zu Beginn des Somalischen Bürgerkrieges von 1991 bis 1992 freier Reporter für die BBC. Danach wurde er 1992 Mitarbeiter der BBC und war zuletzt von 1999 bis 2012 Leiter von deren Somalia-Programm sowie daneben 2002 für einige Zeit kommissarischer Leiter des Afrika-Programms. Während dieser Zeit arbeitete er 1997 auch als Dozent für Journalistik und Nachrichtenproduktionen an der BBC College of Journalism.
Omar, der in dieser Zeit zwischen 2004 und 2005 auch das globale Master-Programm der Fletcher School of Law and Diplomacy der Tufts University besucht hatte, wurde 2013 Berater des Rift Valley Institute sowie Berater des Innenministeriums. Im Anschluss war er von 2014 bis 2015 Leitender Berater des Präsidenten Somalias Hassan Sheikh Mohamud für strategische Kommunikation und wurde 2015 Direktor des Medien- und Kommunikationsunternehmens Horn Media & Communications Ltd.
2016 wurde Omar zum Ständigen Vertreter und Botschafter bei den Vereinten Nationen in New York City ernannt und übergab am 11. November 2016 sein Akkreditierungsschreiben an UN-Generalsekretär Ban Ki-moon.
Nachdem Hassan Ali Khaire am 1. März 2017 durch das Bundesparlament bestätigt und als Premierminister vereidigt worden war, benannte Khaire am 21. März 2017 sein Kabinett, dem neben Omar als Außenminister auch Abdirashid Abdullahi Mohamed als Verteidigungsminister, Abdi Farah Said als Innenminister und Abdirahman Duale Bayle als Finanzminister angehören. Nachdem das Bundesparlament das Kabinett mit 224 gegen 15 Stimmen bestätigt hatte, wurden auch die Minister vereidigt. Als Außenminister löste er Abdisalan Hadliye Omar ab.